# 菲律宾人名
在菲律宾，不管是菲律宾人、西班牙人或美国人，命名慣例都是遵循美國當地慣用的方式。命名可分成三个部分，排列順序先是被授與的名字（个人名字），然後是中间名（以母亲的姓氏用來作法定中间名），最後才是家族姓氏。

## 命名習慣
多數菲律宾人，都以英文或西班牙文命名，不少人也會另外取個菲律宾式的昵称。例如名叫拉斐尔（西班牙文為Rafael）的男子，通常在當地的暱稱就可能是「派恩」（Paeng）。在正式场合，菲律宾會依循美国式的使用模式，也就是突出姓氏的部分。例如名为「约翰·戈麦斯·冈萨雷斯」（John Gomez Gonzales）的菲律宾男士，在正式做自我介紹時會說：「 我是冈萨雷斯·约翰·戈麦斯」。

### 菲律賓華人
在菲律賓新一代的華人也以英文命名居多，但老一辈的華人仍沿用中式的命名方式，不過通常会另外取個英文的小名以便於當地人稱呼。例如名为「Go Sun Tiak」的華人，自我介紹時可能會稱自己是「David Go」，或將兩者合併写作「David Go Sun Tiak」。许多华人也採用西班牙式的双名，因此可能會出現类似「Vicente Fernando Tan Gi Hieng」之类的名字。